# Малбанын-Хыры
Малбанын-Хыры (Малба, Малаба) — гора (холм) на Южном берегу Крыма. Высота 456 метров над уровнем моря. Расположена севернее посёлка Семидворье, в 3 км севернее автодороги Алушта — Судак и в 10 км к северо-востоку от города Алушта, в междуречье рек Тапшан-Гя и Алака. Отрог массива Демерджи-яйла Главной гряды Крымских гор, начинающийся узким кряжем, затем разделяется на два широких и высоких холма. На вершине горы и неподалеку от неё найдены погребения эпохи меди (энеолита) в виде подземных каменных ящиков («дольменов»), предположительно сооруженные таврами. Каменные ящики встречаются на площади всей горы. Всего на горе Малбанын-Хыры, в разных пунктах сланцевой водораздельной гряды, обнаружено 12 групп каменных ящиков. На горе Малбанын-Хыры насчитывается более 90 ящиков различных типов. В отличие от надземных кавказских и западно-европейских мегалитических дольменов, в крымских каменных ящиках захоронения опущены в материк, обставлены и перекрыты большими каменными плитами и часто покрыты курганной насыпью. Каменные ящики горы Малбанын-Хыры разрушены, крышек у этих «каменных ящиков» нет, но одна из массивных крышек находится неподалеку. По данным А. Брандта, длина ящиков колеблется от 1,40 до 1,60 м, ширина — от 0,80 до 1,10 м, глубина — от 0,80 до 1,10 м. Среди находок из каменных ящиков на горе Малбанын-Хыры есть не менее двух трехдырчатых железных псалиев VI века до н. э. (в обломках).